# Epipsylla pulchra
Epipsylla pulchra är en insektsart som beskrevs av Crawford 1913. Epipsylla pulchra ingår i släktet Epipsylla och familjen rundbladloppor. Inga underarter finns listade i Catalogue of Life.